# 小笠原湯鯉
小笠原湯鯉（學名：Kuhlia boninensis），為輻鰭魚綱鱸形目鱸亞目湯鯉科的其中一種，分布於太平洋琉球群島、小笠原群島、密克羅尼西亞、法屬玻里尼西亞半鹹水、淡水水域，本魚體橢圓而側扁，眼大，口小，尾鰭叉形，體長可達20公分，棲息在底中層水域，生活習性不明。